# باريس-نيس 2014
باريس-نايس 2014 (بالإنجليزية: 2014 Paris–Nice)‏ هو سباق دراجات هوائية أقيم بتاريخ 9–16 مارس 2014، تكون السباق من 8 مراحل وامتدّ لمسافة 1447 كم بسرعة 41.1 كم/س، استغرق السباق 35 ساعة 11 دقيقة 45 ثانية.